# Храми Кам'янця-Подільського
Храми Кам'янця-Подільського — перелік із коротким описом християнських культових споруд Кам'янця-Подільського.

## Зруйновані храми

### Замкові храми

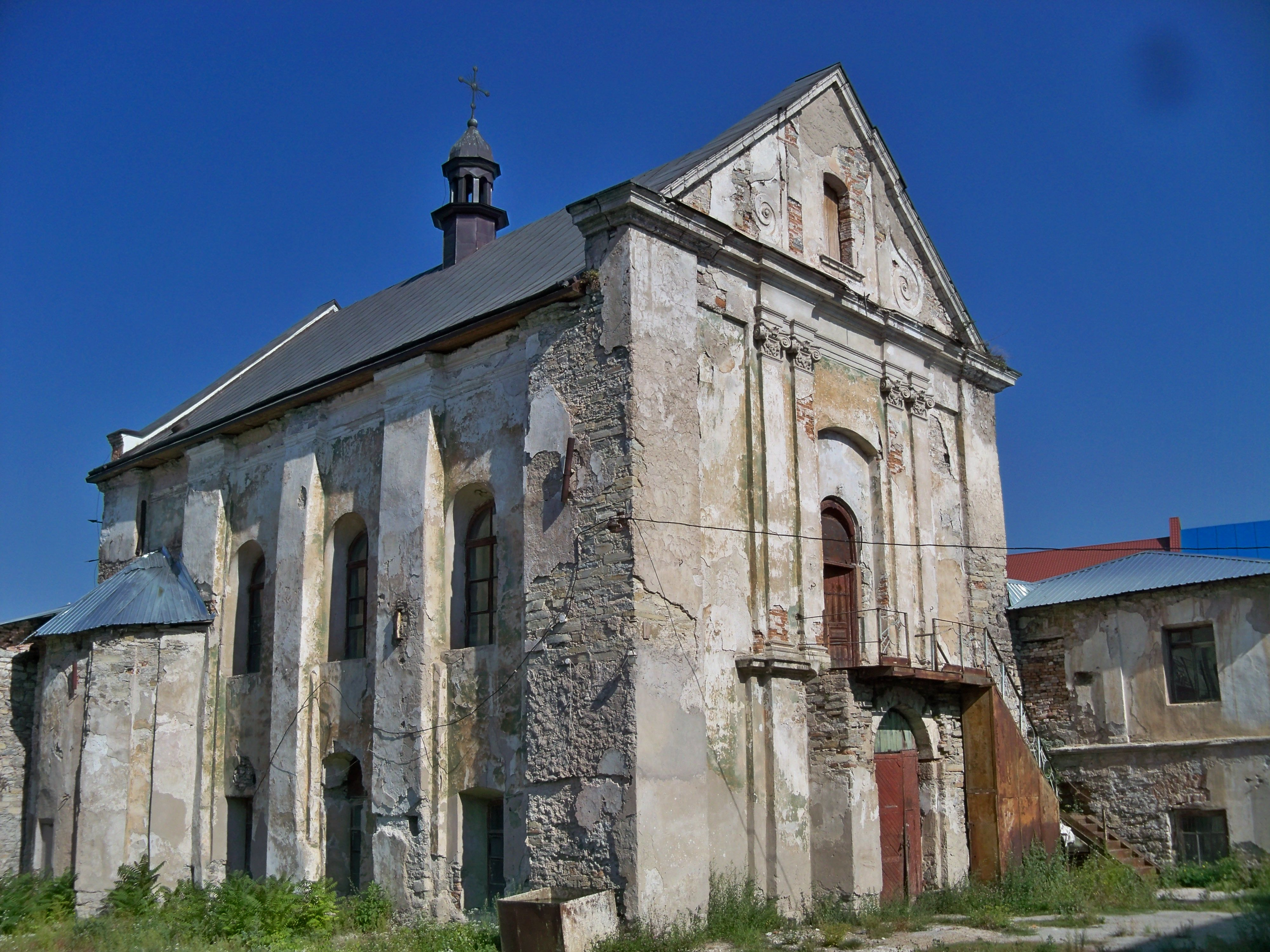
Костел домініканок

Покровська замкова церква — 20 березня 1672 р. король Міхал Корибут Вишневецький дозволив відновити Покровську замкову церкву, закладену князями Юрієм та Олександром Коріатовичами. Кам'янецький шляхтич Михайло Маскевич своїм і коштом населення замість старої дерев'яної церкви, закладеної Коріатовичами, мав намір вибудувати кам'яну. У ній були поховані Коріатовичі. У XVII ст. церква не мала свого священника, службу по черзі відправляли міські священики.

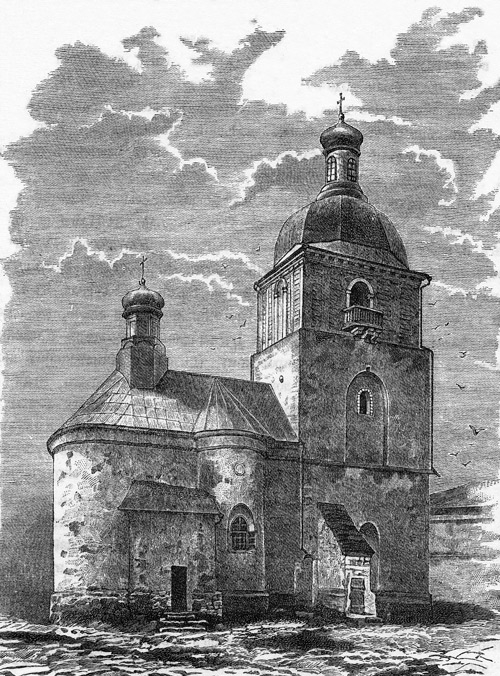
Церква Івана Хрестителя

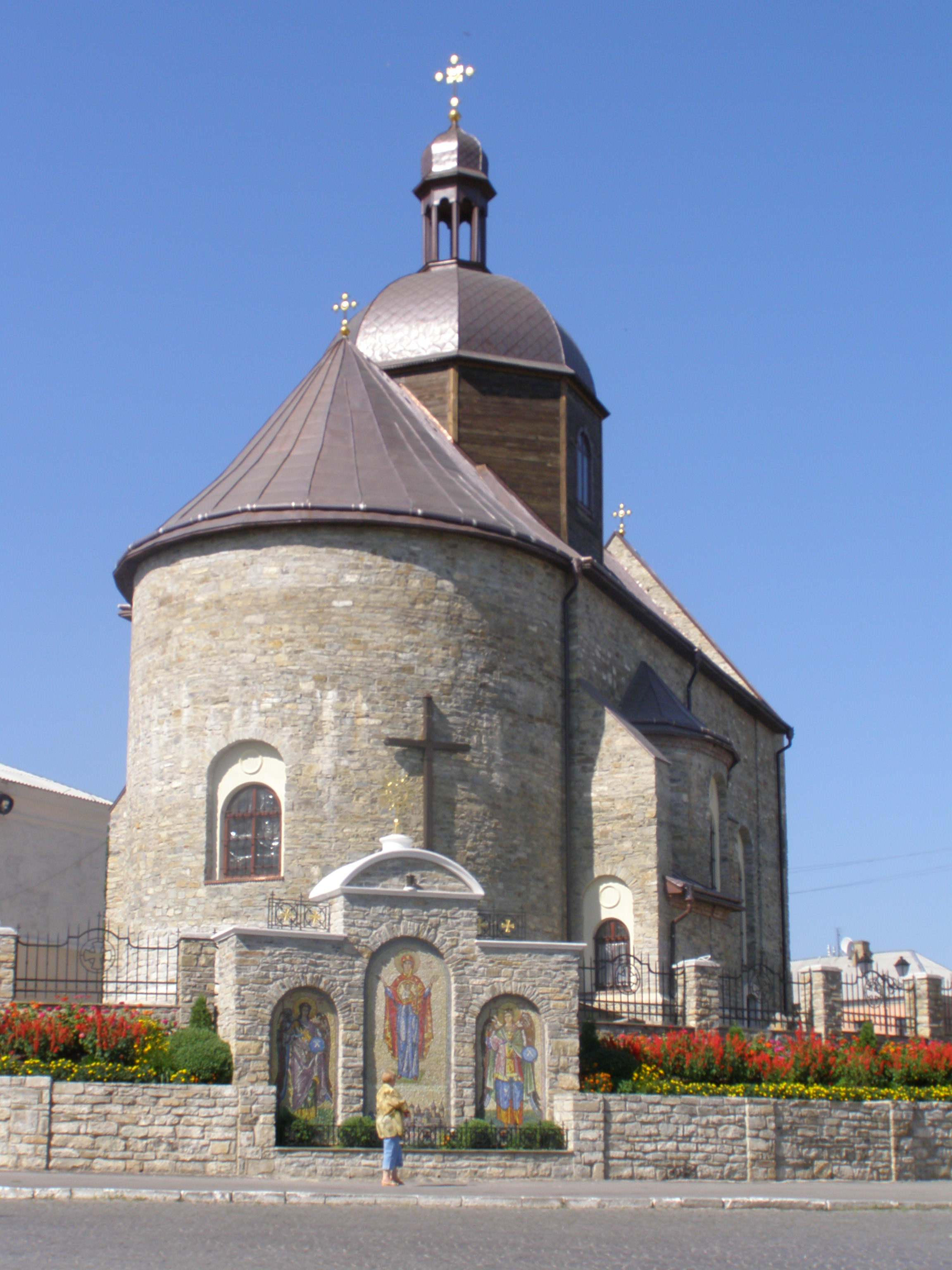
Троїцька церква

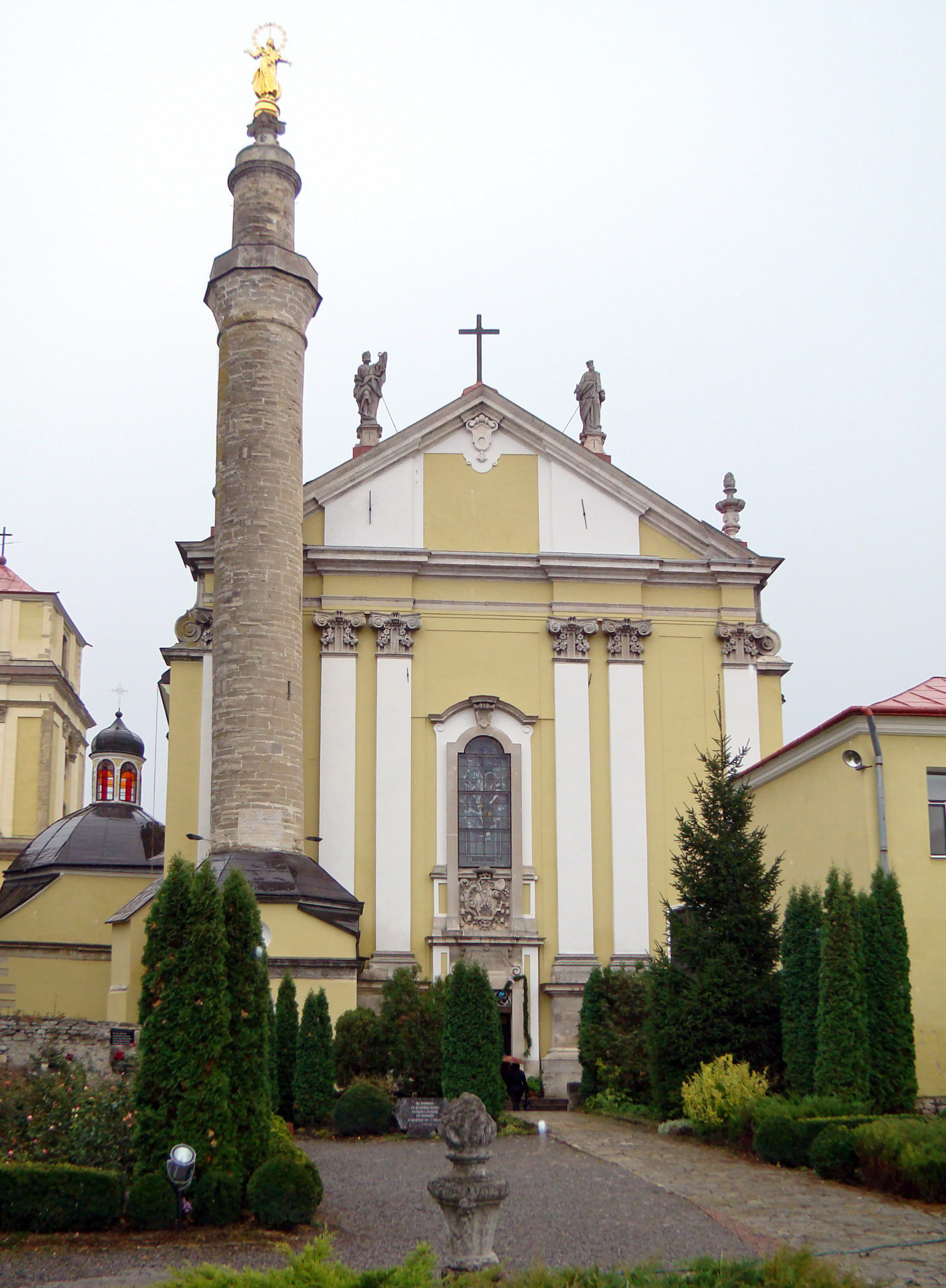
Кафедральний костел

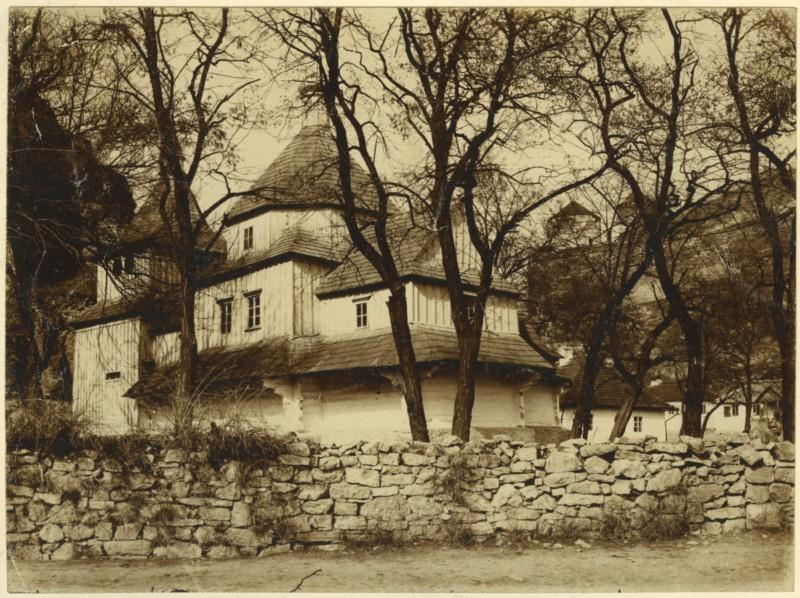
Хрестовоздвиженська церква

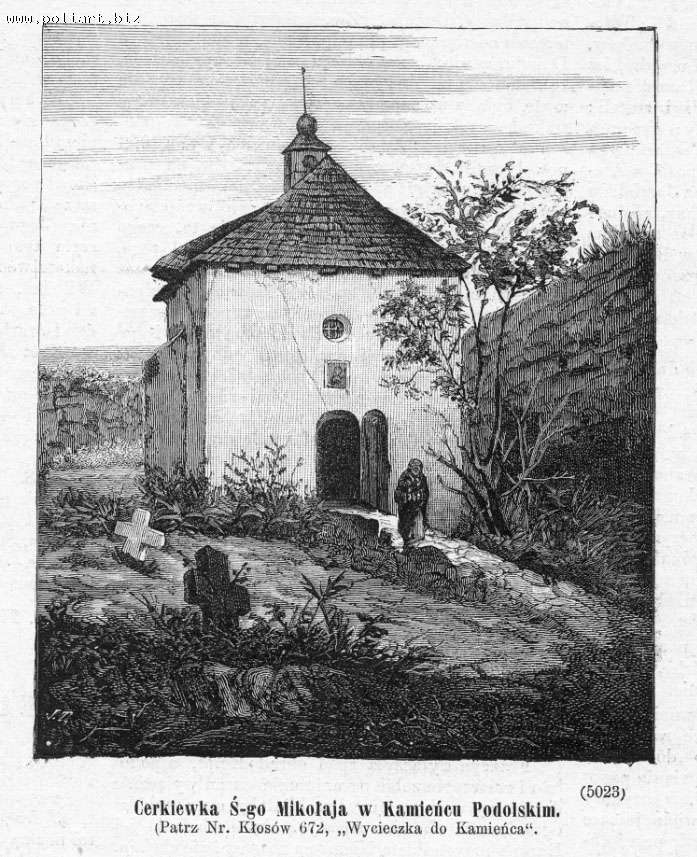
Вірменська церква Благовіщення

Каплиця св. Михаїла — збудована 1575 р. у середині Денної башти Старого замку кам'янецьким старостою Миколаєм Бжеським. За іншими відомостями, 1578 р. кам'янецький латинський єпископ Марцін Бялобжеський відновив замковий костел архангела Михаїла.
Костел св. Станіслава — побудований у 1493 р. у Старому замку, зліва біля входу з боку міста. Заснований наприкінці XVI ст. кам'янецьким старостою Яном Потоцьким. 1672 р. костел було перетворено на мечеть. Храм зник 1672 р. за часів турецького панування. За планом Томашевича костел побудований на місці Покровської церкви.

### Храми Старого Міста
До 1672 р. у Кам'янці було 12 церков.
П'ятницька церква, Церква св. Іоана Предтечі, Вознесенська церква розташовувалися біля Вірменського ринку (нового), Миколаївська — за Руськими воротами (верхніми), Троїцька, Успенська, Михайлівська — біля Троїцької.
Під час турецького панування православним залишили три церкви в долині Смотрича (біля Нового мосту). Петро-Павлівську віддали католикам, оскільки в них забрали всі костели. Церкви Успіння і Вознесіння були зруйновані; усі дзвони зняли, деякі з них забрали козаки, які брали участь в облозі міста.
1700 р. усі православні церкви стали греко-католицькими. У XVIII ст. було 8 церков: Св. Трійці, Св Івана, Св. Петра і Павла, Успіння Богородиці (1740), Вознесіння, Преображення Господнього (Спаса), Св. Юрія на Польських фольфарках, Св. Хреста на Карвасарах. У XIX ст. додалися Архиєрейська, Св. Миколая (кол. Благовіщення) і цвинтарна каплиця Всіх Святих.
За Ю. Сіцінським, існують думки, що Петропавлівська й Іонна Предтечі були також засновані за часів князів Коріатовичів.
Вознесенська церква (Вірменська площа) — до нашестя хана Батия в Кам'янці на Руських полях були ченці. Після звільнення Кам'янця від татар на Руських фільварках за кам'янецького старости Теодорика Бучацького-Язловецького 1452 р. закладено Вознесенську церкву (на честь вознесіння Христа). На плані 1672 р. позначена літерою Z. Розташовувалася на західній частині Вірменського ринку навпроти церкви Св. Іоана Предтечі. Зруйнована під час облоги турками Кам'янця 1672 р. Існувала під час турецького панування. 1730 р. була збудована нова дерев'яна церква. 1758 р. вона мала один верх посередині й бабинець, прибудований 1751 р.
П'ятницька церква (вул. П'ятницька) — церква була заснована князями Коріатовичами. Розташовувалася поблизу церкви Іоанна Предтечі. Церква є на плані 1672 р. Від неї йшла вулиця, що веде від вірменського костелу в місто, П'ятницька. Вона йшла від Нового вірменського до Польського ринків. Церква розташовувалася позаду Миколаївського костелу.
Троїцька церква (вул. Зарванська, 2) — Свято-Троїцький монастир, у XVI—XVII ст. — соборна. Зруйнована 1930-х рр. Церква Св. Трійці існувала в часи князів Коріятовичів. На початку XVIII ст. збудували кам'яну (стара дерев'яна згоріла під час пожежі 1616 р.). Вона знаходилася біля нового мосту й належала до найдавніших на Поділлі. Зруйнована більшовиками 1930 р. На плані 1673 р. показана як мечеть Мустафи-паші. У XVI—XVII ст. була Соборною або Катедральною. Церква Св. Трійці входить до комплексу Св. Троїцького монастиря. У XVIII ст. церква була унійною. 1722 р. Кам'янецьку Свято-Троїцьку церкву зайняли василіяни, які заснували біля неї монастир. Монастирська церква за планом будівлі була хрестовидною із заокругленнями з трьох сторін, окрім західного, до якого вздовж усієї ширини була прибудована чотирикутна дзвіниця; зверху покрита ґонтом. Відбудована й відкрита 2008 р.
Церква Св. Іоана Предтечі (вул. Іоанно-Предтеченська) — із 1752 до 1878 рр. — соборна. Зруйнована в 1930-х рр. Церква Св. Іоанна Предтечі споруджена в XV—XVI ст. подільськими руськими шляхтичами Ластовецькими, імовірно, ротмістр Василь Ластовецький. 1672 р. у церкві турки влаштували мечеть великого візира. У XVIII ст. при ній було три братства. До 1878 р. церква була соборною, далі цей статус було надано Казанському собору. У XVIII ст. церква мала двосхилий дах і вежу із заходу. 1826 р. вона була надбудована на 7 аршин (5 м), на ній зроблена 8-гранна баня, до вівтаря прибудовано з півдня ризницю, із півночі — паламарню. У 1846—1848 рр. дах на церкві було понижено, замість гонтового зроблено залізний; над вівтарем збудовано дерев'яну баню. У 1890—1895 рр. було розтесано вікна в конхах. У церкві були старі ікони Іоанна Предтечі та Св. Миколи. Усередині розташовувалися надгробні плити з датами 1609, 1612, 1761, 1765, 1794 рр. та з надписами старими руськими літерами. У XVII ст. біля церкви розташовувалася Руська ратуша.
Миколаївська церква (розібрана 1804 р.). На плані 1672 р. знаходилася під 2-им номером. Вона була дерев'яною й пережила турецьке перебування. 1804 р. була ухвалена постанова розібрати церкву. Майно й ікона Св. Миколая були перенесені в Предтечинську церкву. 1804 р. вона була розібрана для будівництва ризниці й огорожі церкви Іоанна Предтечі.
Біля Петропавлівської церкви за планом Томашевича між вулицею Татарською, Руським ринком, вулицею Зарванською (суч) та Троїцькою площею (суч) знаходилася церква Архангела Михаїла та Богородиці (вірменська).
Михайлівська церква (вул. Троїцька, розібрана 1758 р.). Була огороджена кам'яним муром. У 1751—1758 рр. була розібрана, майно перенесено в Троїцьку церкву.
Успенська церква (вул. Петро-Павлівська (суч. Татарська)). На плані 1672 р. знаходиться під 3-ім номером як руська церква Пресвятої Діви Марії. В описі 1700 р. вказана біля Кушнірської вежі в напрямку Петро-Павлівського собору, поблизу знаходився шпиталь з землею, що належала Успенській церкві. Вона була зруйнована, імовірно, під час турецького перебування.
Соборна церква (кол. костел Кармелітів Босих). Була знищена 1930 р. Із 1878 р. костел Кармелітів Босих перебудували під Соборну церкву.

### Церкви в долині Смотрича
Церква Різдва Христового. Знаходилася в долині річки Смотрича, пізніше там розташовувався сад Яна де Вітте. Існувала наприкінці XVI ст. У XVIII ст. церква була греко-католицькою. За описом 1739 р. вона була дерев'яною трикупольною. 1759 р. була зазначена як одноверха, дуже ветха. Із 1795 р. церква припинила існувати.
Спасо-Преображенська церква. Існувала наприкінці XVI ст. На плані 1672 р. позначена номером 5, знаходилася в долині біля новозбудованого мосту. На її місці  пізніше стояв дерев'яний хрест.
Свято-Онуфріївська церква. Знаходилася також у долині Смотрича, на протилежному боці від Преображенської церкви. На плані 1672 р. зазначена під номером 7.

### Римо-католицькі костели та кляштори
Конвент Францисканців. 1482 р. Давид Бучацький надав конвентові Францисканців певні десятини. Вони прийшли до Кам'янця в XIV ст. До пожежі 1616 р. костел і кляштор були дерев'яними, опісля був збудований новий, кам'яний. 1781 р. було ухвалено рішення про перехід францисканців до Городка; кляштор із костелом залишились пустими. Від 1795 р. вони були пристосовані під Архиєрейську церкву.
Костел св. Катерини. 1816 р. єпископ Мацкевич дав розпорядження розібрати костел. Він знаходився на південному заході від Кафедрального костелу, був дерев'яним; біля нього розташовувався шпиталь. Після турецького панування костел було повністю знищено.
Костел та монастир єзуїтів. Єзуїти з'явилися в Кам'янці 1606 р. Побудовані ними костел та монастир (кляштор) були зруйновані під час турецького перебування (турки влаштували конюшні). На старому місці 1717 р. побудували новий костел. Пізніше почали будувати ще один, орден якого майже закінченим зруйнували 1773 р. за указом Папи. Новобудову пристосували 1833 р. під чоловічу гімназію.
Костел і монастир кармелітів. Кармеліти босі прийшли в Кам'янець 1623 р. Збудований ними костел, реставрований коштом Станіслава «Ревери» Потоцького, був розібраний під час турецького перебування, перебудований під укріплення, що мали захищати замковий міст. 1866 р. костел був закритий. Із 1878 р. він був перебудований під Соборну церкву. Тут було поховано брацлавського воєводу Пйотра Потоцького. Костел знищено 1930 р.
Монастир боніфратрів. Ґабріель Сільніцький надав фундуш для монастиря ордену боніфратрів у Кам'янці на Поділлі, його затвердив сейм 1667 року.

### Вірменські храми
Між вулицею Вірменською й Довгою знаходилися три вірменські храми: Миколаївський (руїни), за ним [В]Небовзяття Марії, далі Благовіщення (суч. Миколаївська церква). Георгіївський храм розташовувався на вулиці Шпитальній, направо від Нового вірменського ринку. Між ним і Вірменською вулицею з трьома вірменськими храмами й Довгою вулицею знаходився Старий вірменський ринок із Вірменською ратушею й Георгієвським храмом.
Георгіївський храм. На плані 1672 р. він перебував під номером 9. На південь Вірменської площі вище Миколаївського вірменського храму знаходився Георгіївський храм. 1621 р. під час облоги турками Хотина вони обстрілом збили верх будівлі, чим відімстили за те, що міщани напали на них і відібрали християнських бранців.

## Храми, що збереглися

### Монастирі та церкви
Церква святих апостолів Петра і Павла — храм ПЦУ, розташований по вул. Татарській, 9. Церква Св. Петра і Павла — триконхова, наприкінці XVIII ст. укріплена контрфорсами. За планом подібна до Троїцької та Предтечинської. 1834 р. до неї прибудували дзвіницю, розширивши церкву на захід. Було знайдено напис на одвірку з датою побудови — 1580 р. Під час турецького перебування церква була надана католикам для богослужінь, після того як їх вигнали з костелу Св. Катерини. Над бабинцем раніше була башта. У церкві є фрагменти фресок XVI ст. Згадана в документах 1591 і 1593 рр. У 1672—1699 рр. була передана католикам. Три братства затверджені 1736, 1737, 1754 рр. 1874 р. було влаштовано чотирьохярусний іконостас, дерев'яну підлогу, хори. 1894 р. над центром надбудовано глухий верх, до дзвіниці з півночі прибудована ризниця. 1895 р. церква стала православною.
Хрестовоздвиженська церква (вул. Карвасари, 24)
Хрестовоздвиженська церква є на плані 1672 р. 1739 р. це була дерев'яна одноверха церква, споруджена на початку XVIII ст. Наприкінці XVIII ст. була дуже ветха, у 1799—1801 рр. замінена новою дерев'яною одноверхою спорудою, що існує досі. Дзвіниця споруджена 1863 р. Архітектура представляє типову подільську церкву.
Архиєрейська церква Успіння Богородиці (вул. Францисканська, 8)
У минулому францисканський костел Успіння Діви Марії (1617—1672 рр.), є пам’яткою архітектури національного значення. Костел частково зберіг готичні риси, однак в архітектурі переважає стиль бароко.
Храм зведено 1699 р. місцевими вірменами, які переселилися сюди після вигнання турками із західноукраїнських земель. Костел є частиною комплексів Францисканського монастиря. Храм має досить простий центральний фасад, але в будівництві та оформленні його середньої частини переважають риси готики. Про належність до готичного стилю костелу свідчить також невелика кількість стрілчастих вікон та наявність контрфорсів. У кінці XVIII століття костел було спалено, а потім знову відбудовано в стилі пізнього бароко. Головний фасад будівлі прикрашають різьблені композиції, на південно-західній стіні збереглися 12 бійниць. Іззовні стіни пофарбовано в білий, що символізує чистоту й велич. Головною особливістю костелу є незвичайна дзвіниця, також виконана в стилі бароко. У її спорудженні безпосередню участь брав Ян де Вітте — знаний архітектор, урядник.
Архієпископ Йоаникій Полонський прибув 1874 р. до Кам'янця й на місці Францисканського монастиря заклав дві церкви: одну внизу (де колись був костел), другу — зверху, біля власного будинку. У 1835 р. архієпископ Кирило відреставрував архієрейську (нижню) церкву, оздобивши її візантійською банею.
Храм за останні роки дуже втратив свій первісний вигляд, його архітектурну цінність знищують недбалі реставраційні роботи (наприклад, дах перефарбовано в синій, первісно храм таким не був). На фото нижче можна простежити руйнівну "реставрацію":

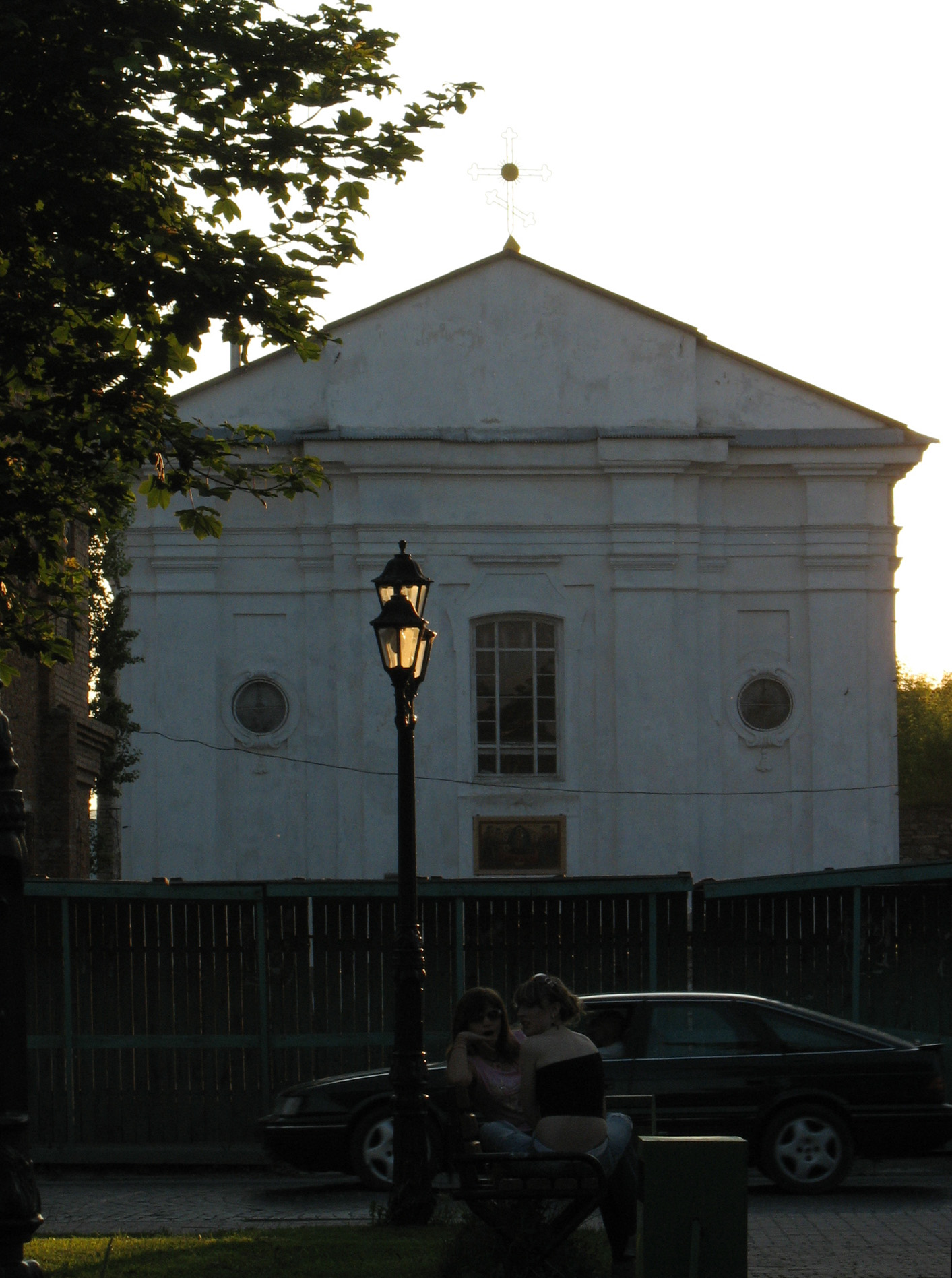
Початок робіт, 2006 р.
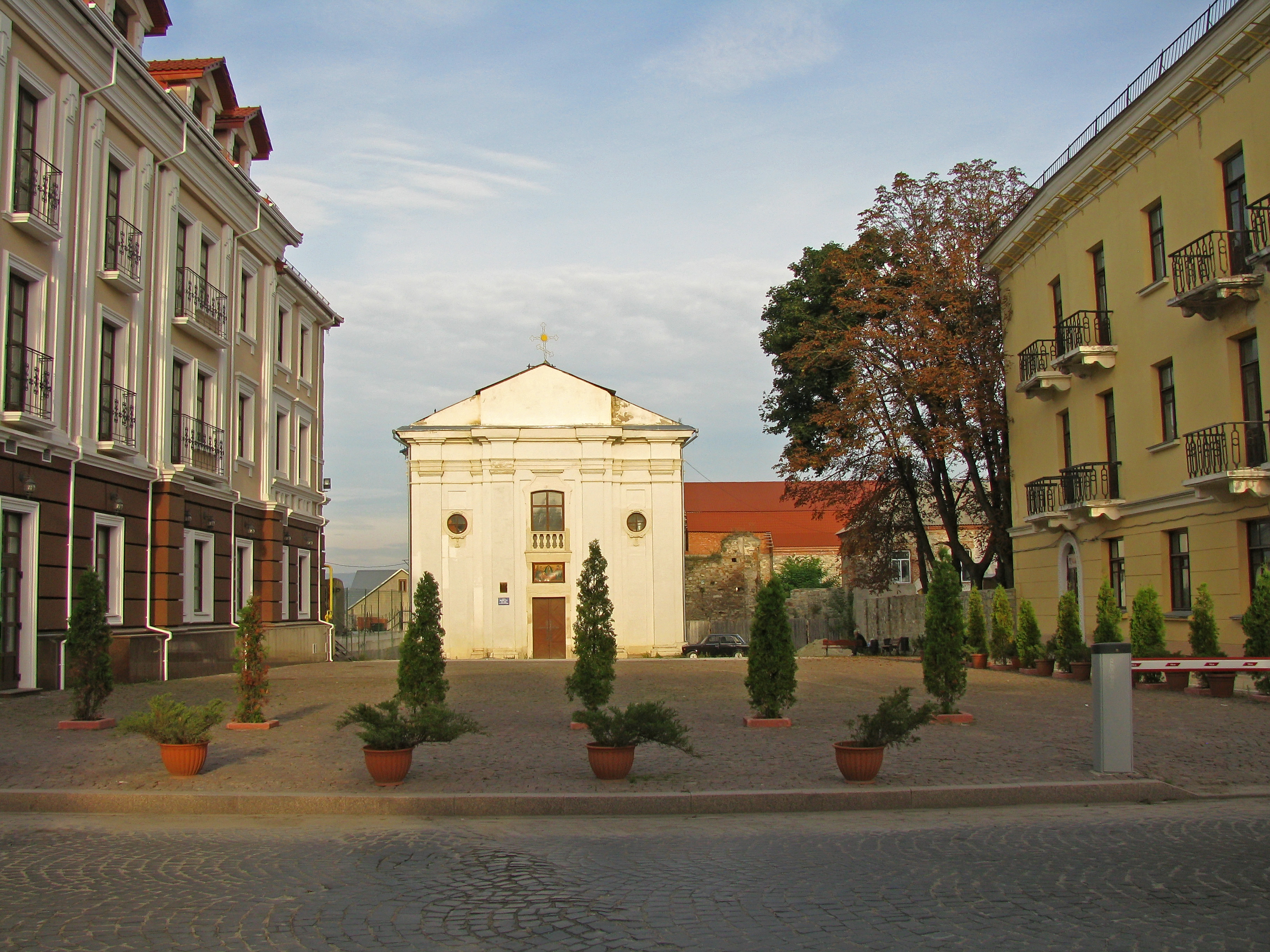
Зміна на синій дах, 2010 р.
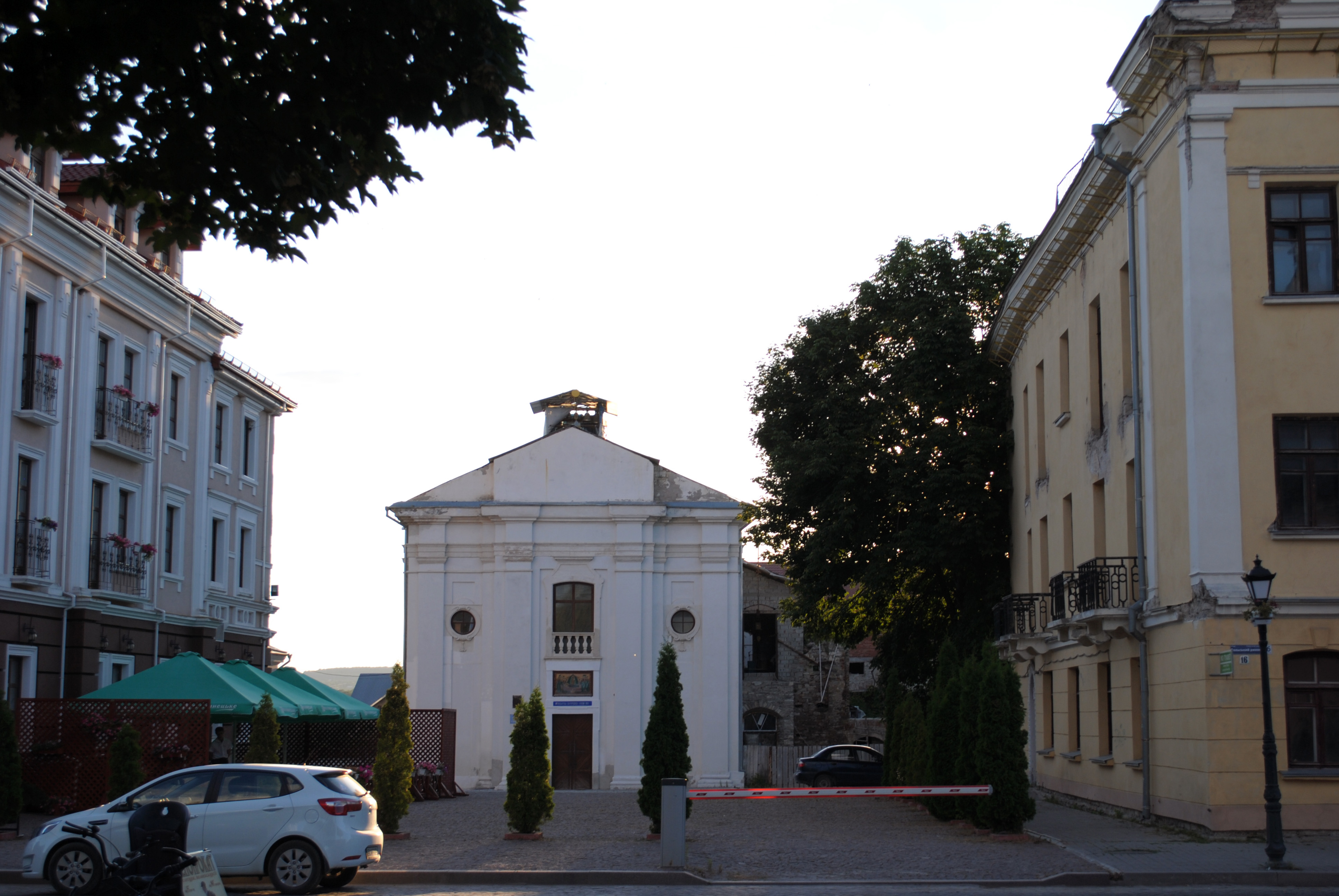
Початок будівництва дзвіниці, 2013 р.
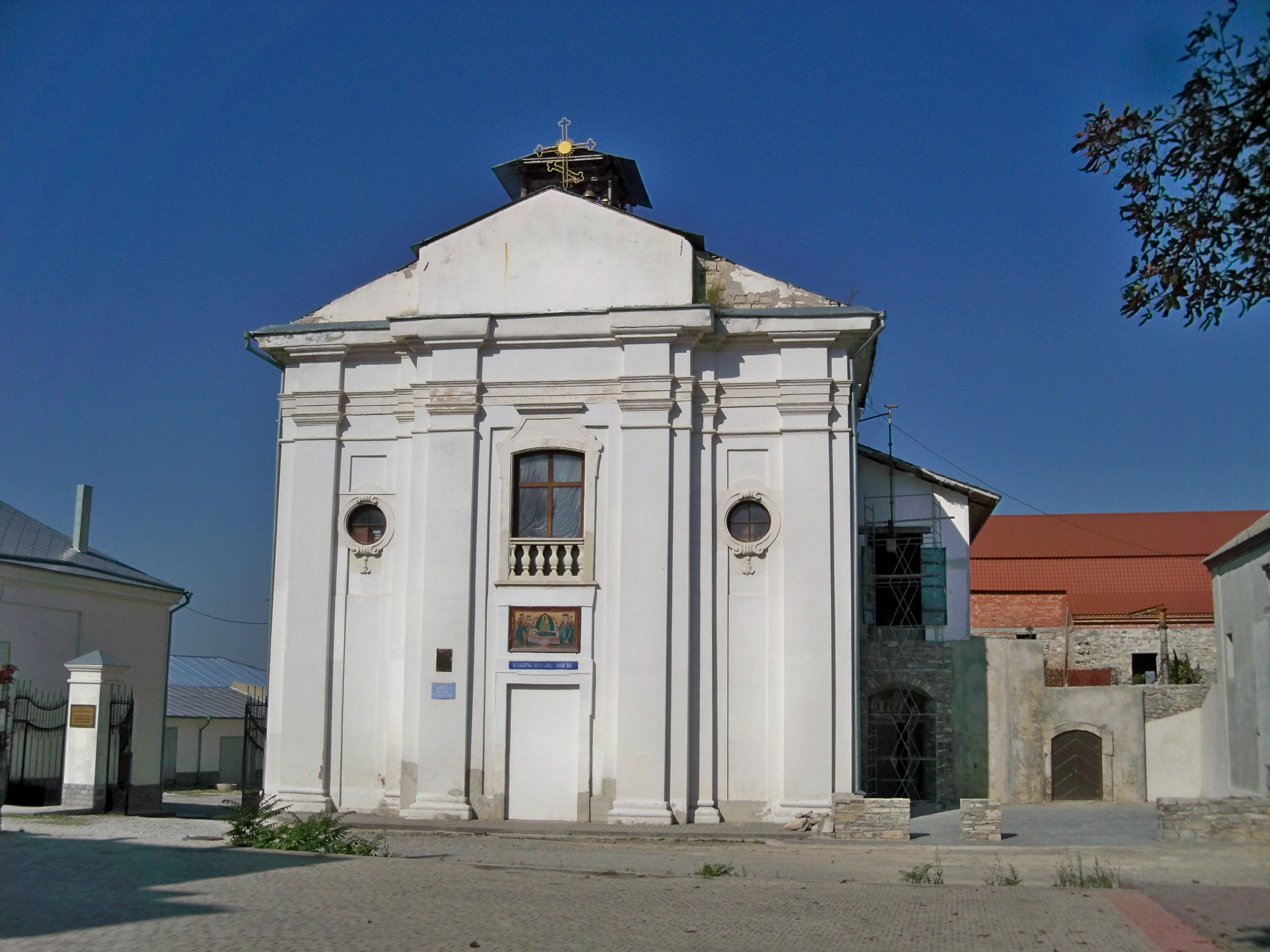
Замуровано центральний вхід, 2014 р.
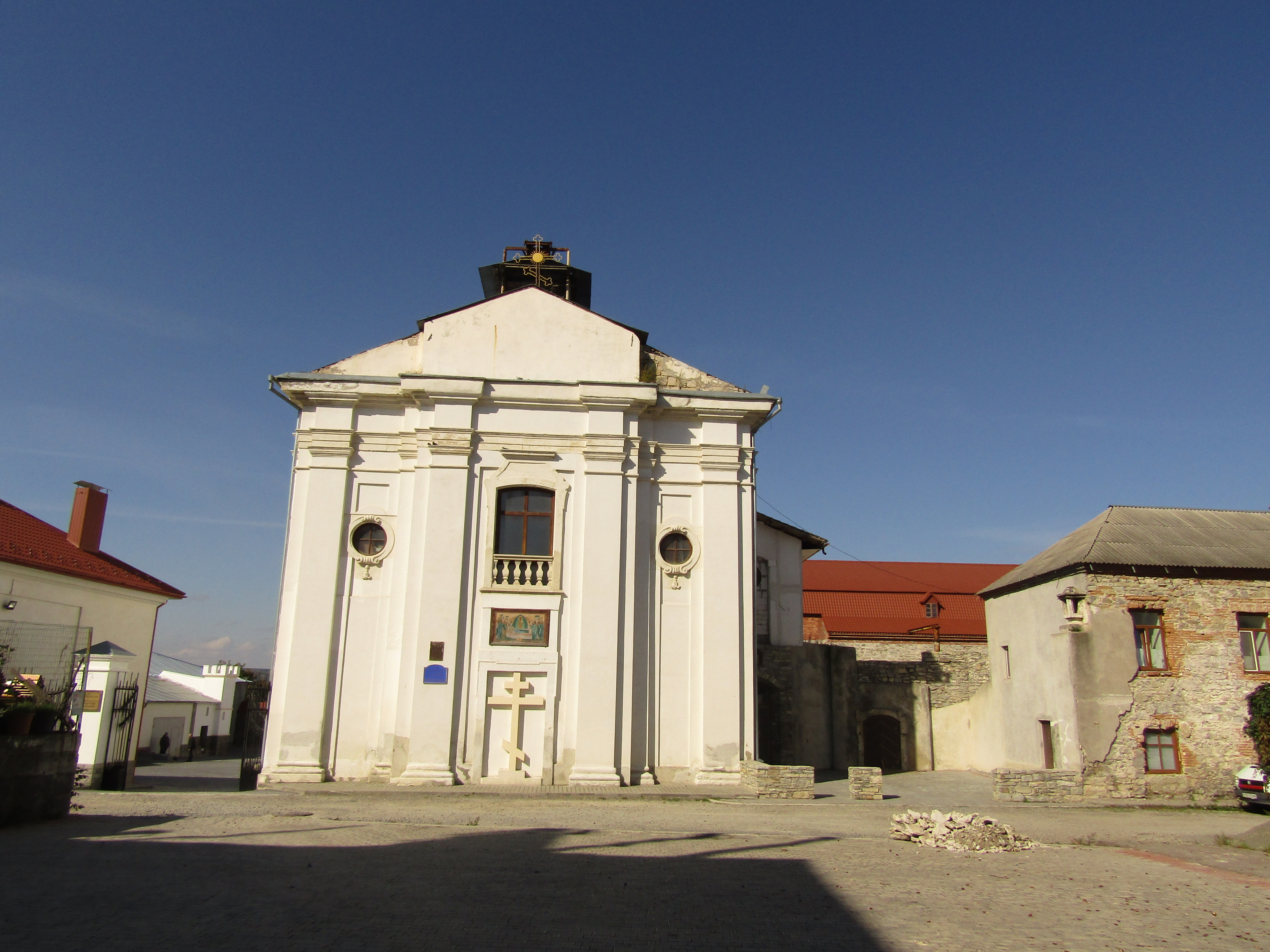
Прибудовано вхід збоку, встановлено хрест на колишньому центральному вході, 2017 р.
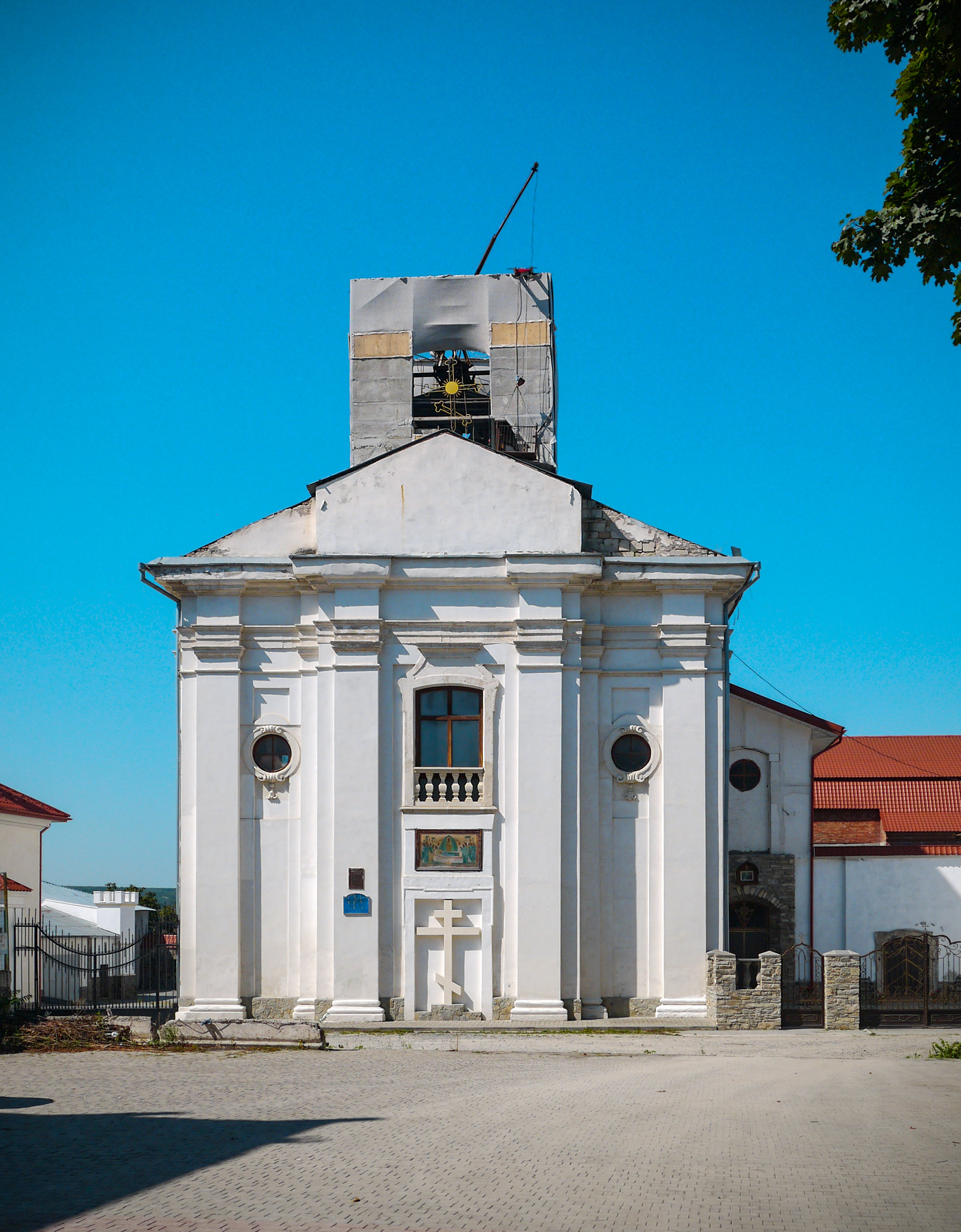
Триває спорудження дзвіниці, 2020 р.

Колишній костел з елементами бароко є пам’яткою архітектури національного значення.
Церква Св. Георгія
Церква Св. Георгія на Польських фільварках згадана 1740 р. 1758 р. — міцна дерев'яна триверха споруда з дзвіницею над притвором. Три братства при ній затверджені в 1746—1752 рр. Нова кам'яна церква збудована в 1851—1861 рр., архітектор І. Аксельруд. Це п'ятиповерхова споруда псевдоруського стилю, збудована разом із дзвіницею.
Покровська церква (вул. І. Франка)
13 липня 1783 р. збудована дерев'яна церква. 1845 р. була закладена нова кам'яна, освячена 1861 р., збудована на новому місці.
Церква Св. Олександра Невського
Коментар: Церква Св. Олександра Невського на Новому плані. Закладена 1891 р., освячена 1897 р. Споруда візантійського стилю з одним головним куполом та 4 бічними півкуполами. Довжина 18 саж. (38,3 м), висота 18 саж. (38,3 м). Іконостас 2-ярусний.

### Вірменські храми
Благовіщення Діви Марії
Із 1811 — Миколаївська церква.

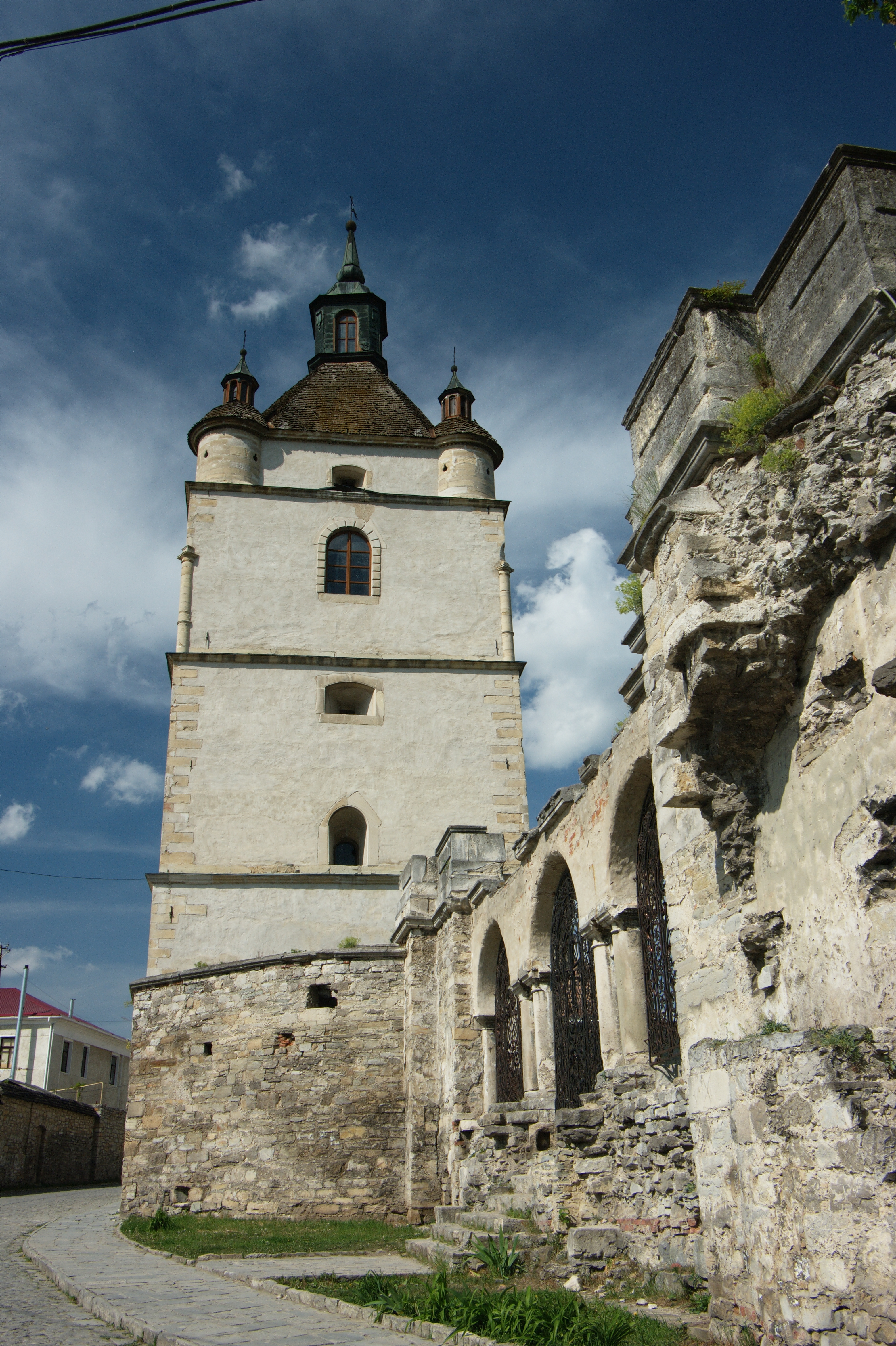
Дзвіниця вірменської церкви

За своїми розмірами менша, аніж Петро-Павлівська, що свідчить про те, що вона є старою. Церква вперше в письмових документах згадана як вірменський храм на честь Благовіщення Діви Марії. Тут знаходилася чудотворна вірменська ікона Божої Матері, яку повернули храму після турецького перебування. Із 1811 до 1840 рр. церква була греко-католицькою, присвячена Св. Миколаю. 1839 р. приєднана до православних храмів. У ній знаходилася копія ікони з православної церкви Св. Миколая.
Миколаївська вірменська церква (вул. Вірменська, 1; руїни)
Була спочатку дерев'яною, заснована в XIV ст. Сінаном, сином Котлубая. 1495 р. була побудована вірменською громадою нова кам'яна споруда. Після 1672 р. храм був пошкоджений обстрілом міста й після турецького перебування ще 150 років був у руїнах. 1756 р. вірменська громада, зібравши кошти, почала реставрацію будівлі, храм освятили 27.06.1871 львівським архієпископом. Богослужіння спочатку відбувалось вірменською. У храмі знаходилося багато старовинних книг і рукописів із XIII—XIV ст. Ці книги були забрані в Ст.-Петербурзьку публічну імператорську бібліотеку.

### Католицькі кляштори та костели
Домініканський кляштор з костелом Св. Миколая (вул. Домініканська, 1-а)
Був побудований із початком заснування міста, спершу був дерев'яним. Під час турецького панування перетворений на мечеть. Опісля тривалий час перебував у зруйнованому вигляді. Відбудований коштом Міхала Францішека Потоцького, тому можна помітити герб Потоцького — Пилява. У храмі знаходилася стара чудотворна ікона Одигітрії, що пережила пожежу 1430 р. Після нещасного випадку домініканці відбудували кляштор, звели кам'яний Костел Св. Миколая. Ікона Одигітрії є іконою візантійської школи. 1843 р. кляштор закрила російська влада.
Петро-Павлівський костел (вул. Татарська, 20)
Або Катедральний костел. Спочатку існував дерев'яний, побудований за часів кам'янецького біскупа Якуба Бучацького. Під час турецького панування був перетворений на головну мечеть. У XVIII ст. біскуп Миколай Дембовський сприяв ремонту костелу, за нього також 10 травня 1756 р. була встановлена мідна статуя Богородиці, виготовлена в Данціґу (Ґданськ). 1853 р. було проведено генеральний ремонт.
Костел святого Михаїла та жіночий домініканський кляштор (вул. Францисканська, 10)
Розташовувався спочатку біля заснованого Ельжбетою (Єлизаветою) Ціпловською 1615 р. дерев'яного Костелу Св. Катерини Сієнської. Монахині жили спершу в кам'яниці Лянцкоронських. Марія Амалія Могилянка надала їм 1643 р. палац Потоцьких, який розташовувався біля Вітряної брами. Там же домініканці почали будувати новий кляштор, який після турецького перебування був перетворений на бастіони. 1866 р. був скасований російською владою.
Тринітарський костел із кляштором (Старобульварний узвіз)
Тринітарська греко-католицька церква.
Кляштор тринітаріїв засновано 1699 р. Польські комісари, приймаючи місто від турків, віддали тринітаріям мечеть, збудовану біля Польської брами. Вона була пошкоджена повінню, тому монахи облаштувались на горі перед Турецьким мостом. Цей будинок згаданий в ілюстрації 22 березня 1734 р.; окрім нього, тринітаріям належали склепи на вул. Довгій та в долині Смотрича. Кам'яний костел Св. Трійці збудовано в 1750—1765 рр., освячено 1780 р. До північно-східного кута його примикає дзвіниця з трьох пілонів. 1842 р. кляштор закрито, костел перетворено на парафіяльний. Розписи костелу виконував Й. Прехтль.

## Галерея

Тринітарський костел
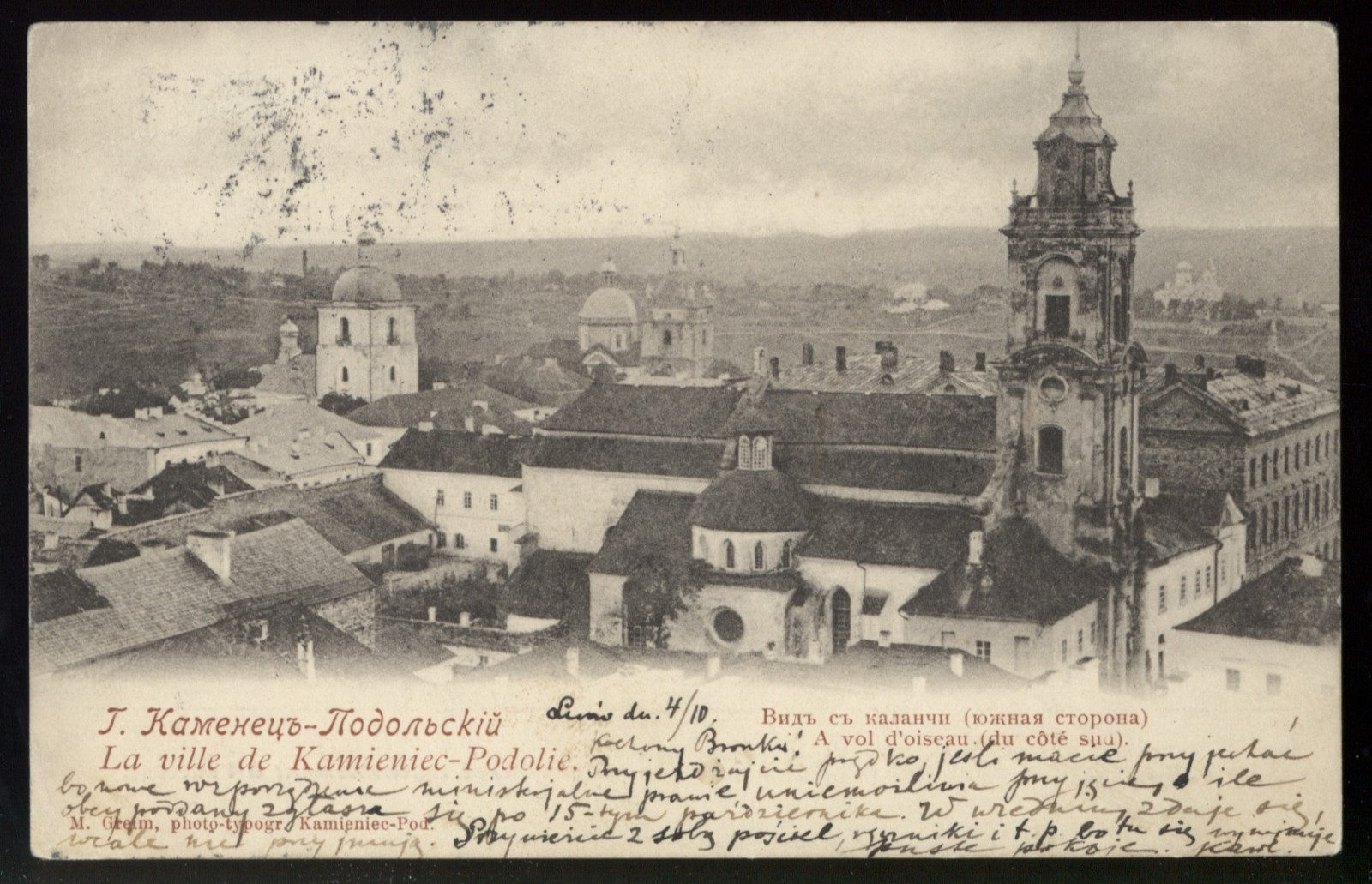
Костел Св. Миколая
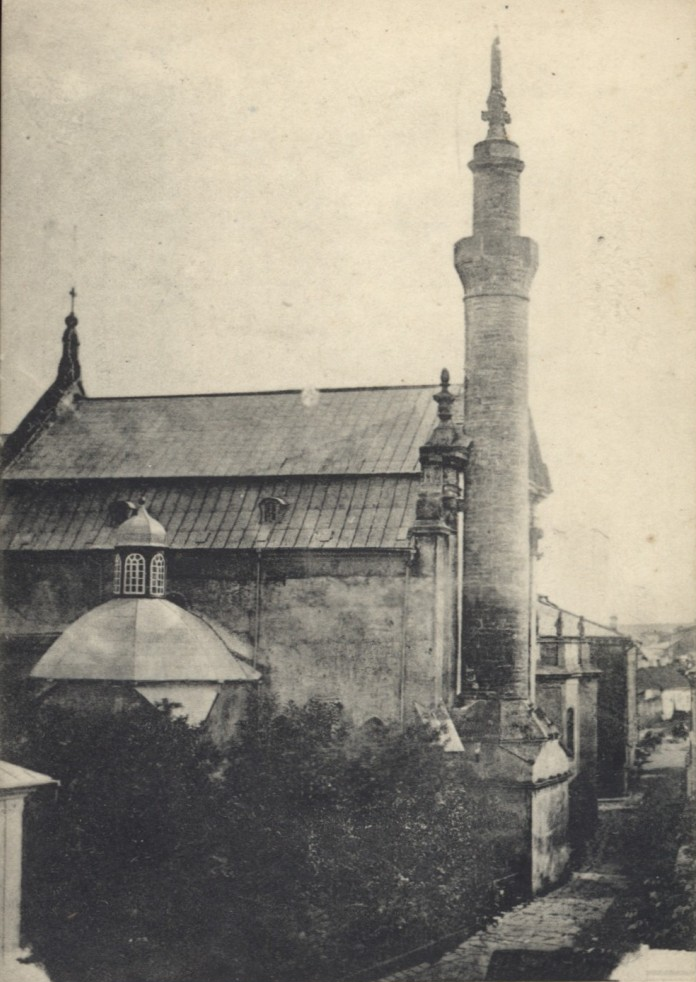
Катедральний костел Петра й Павла
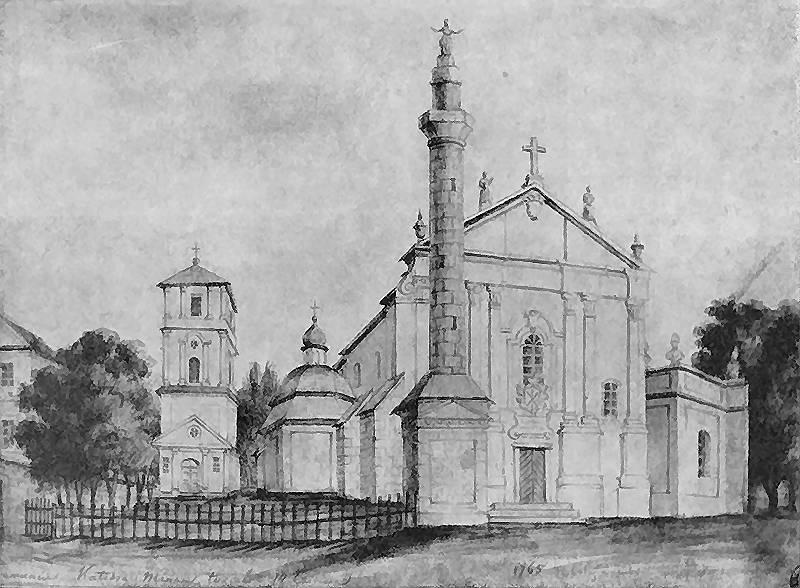
Катедральний костел, 1871 р.
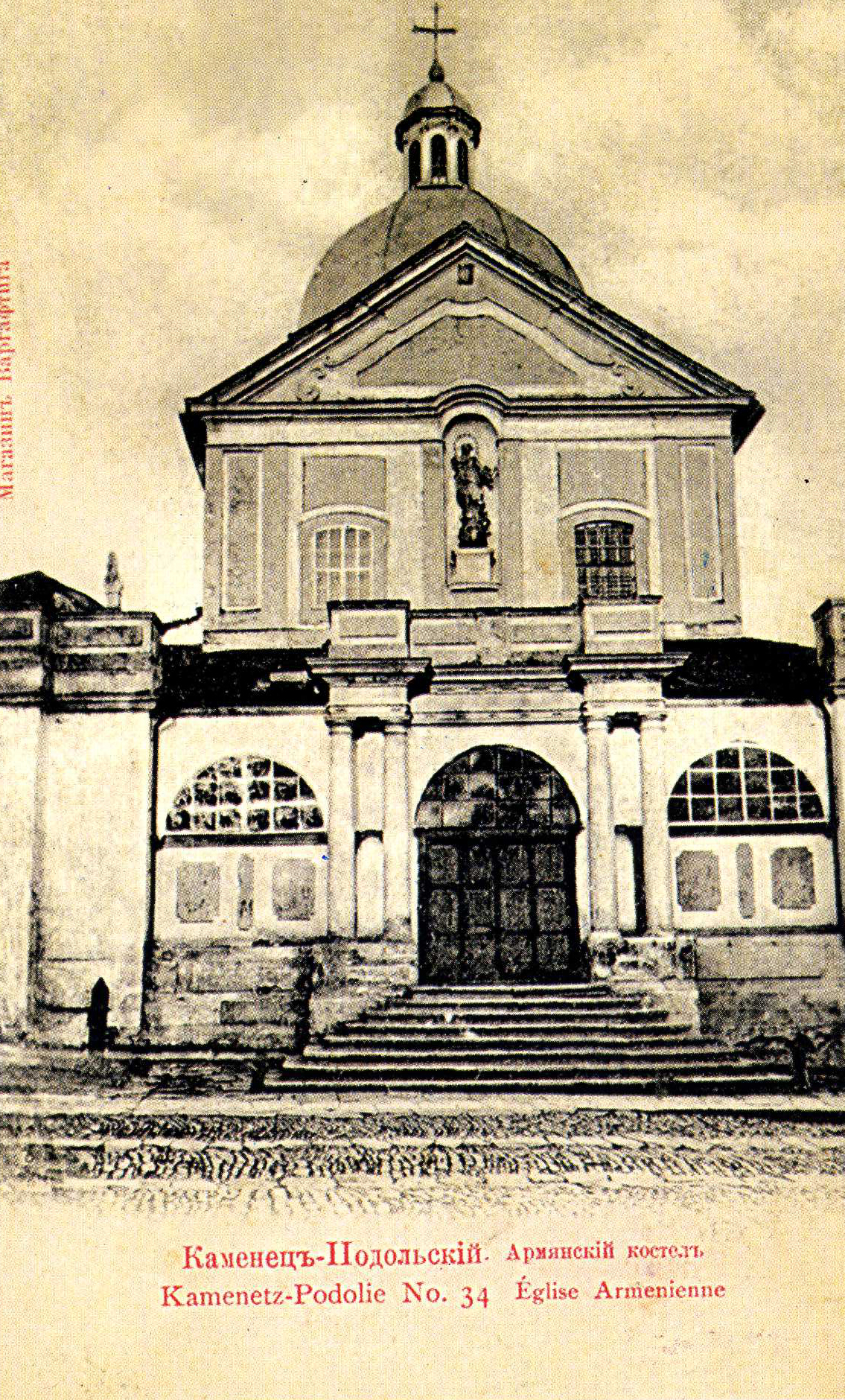
Миколаївський вірменський храм
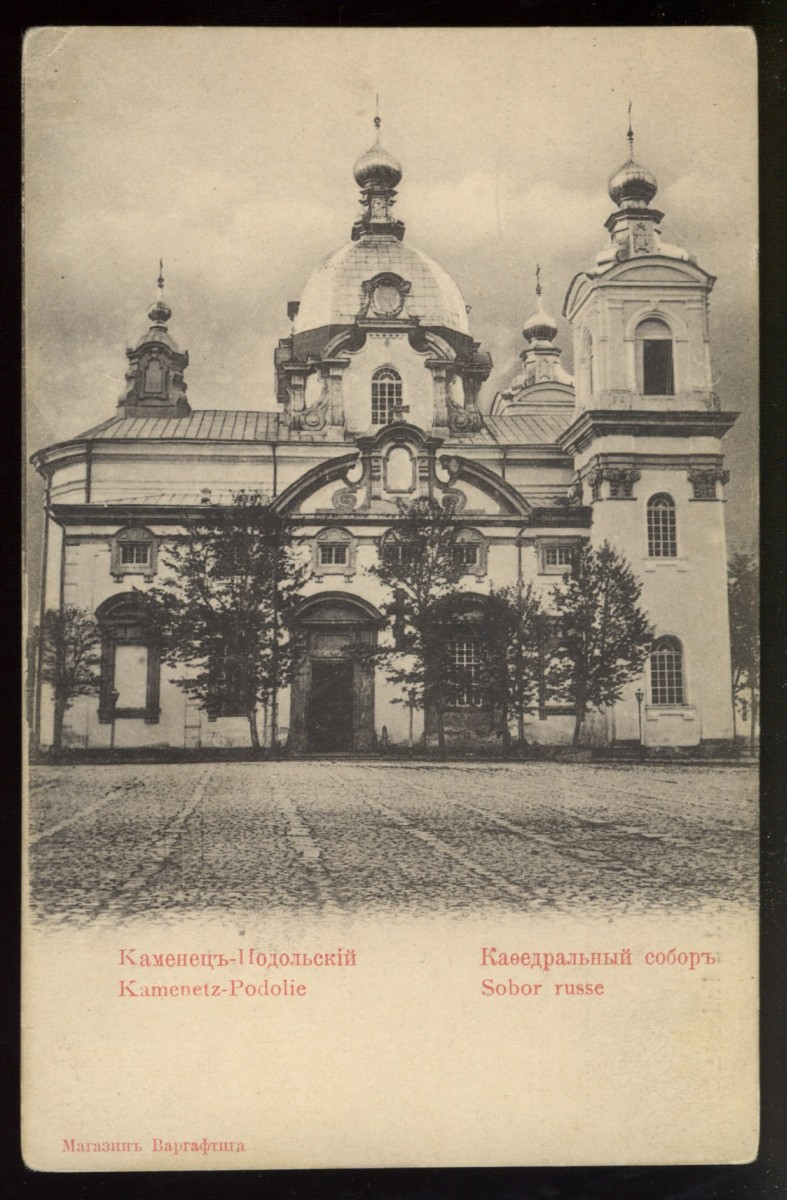
Кафедральний собор, 1878 р.
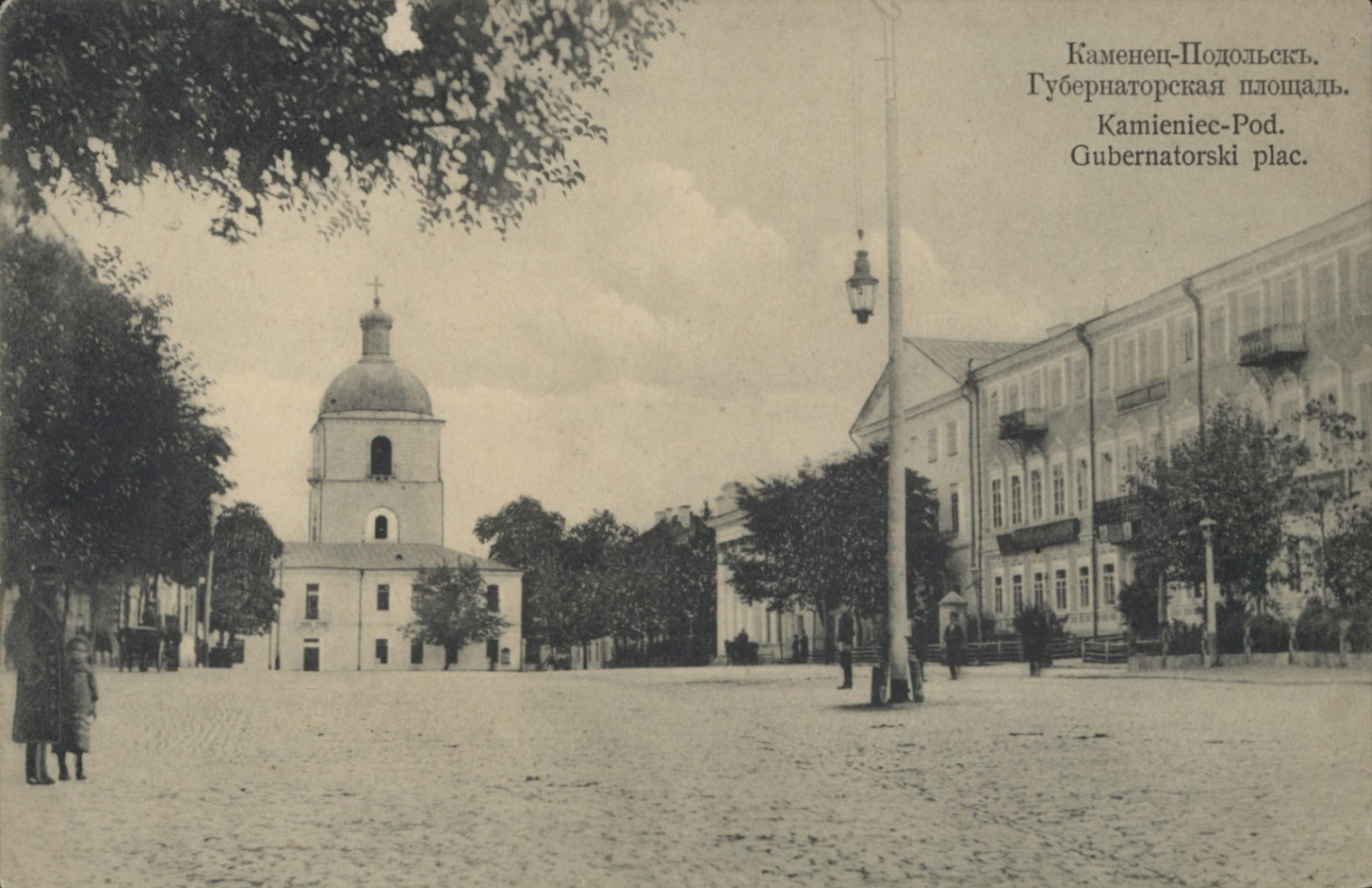
Вірменський ринок із церквою Св. Іоана Предтечі
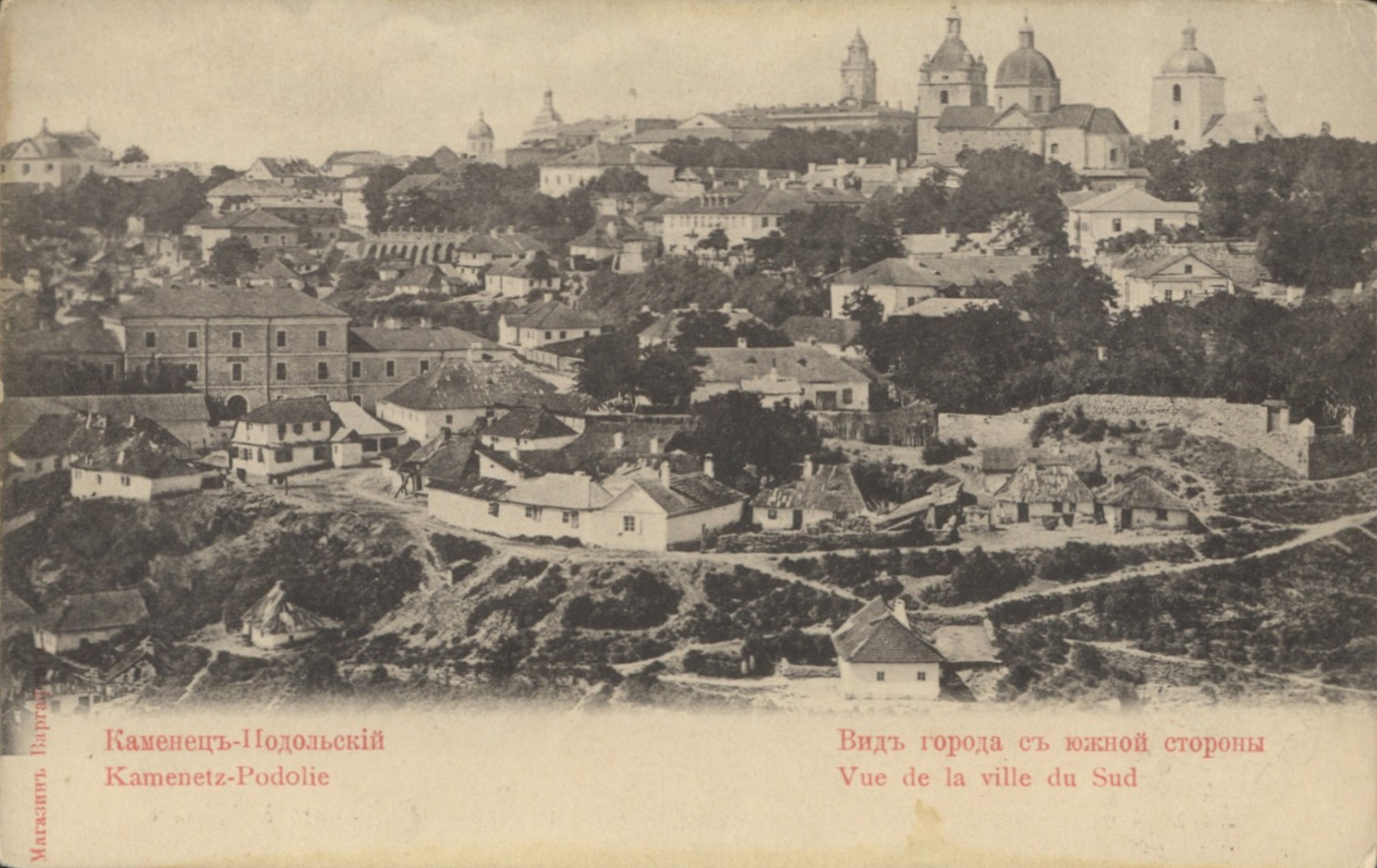
Вірменський храм Св. Миколая й церква Св. Іоана Предтечі
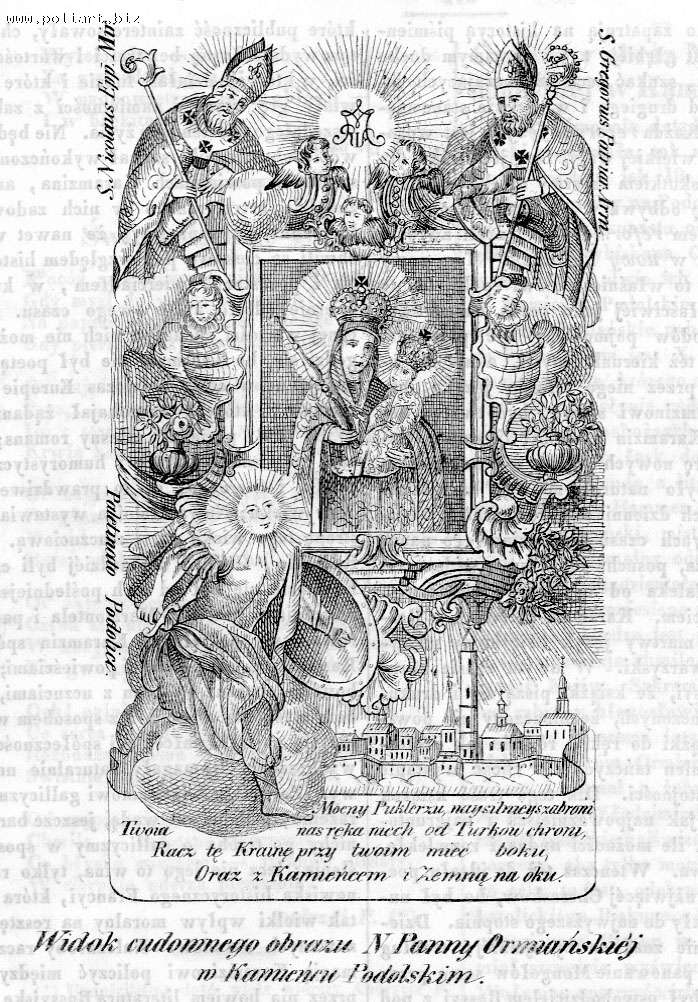
Чудотворний образ Богородиці
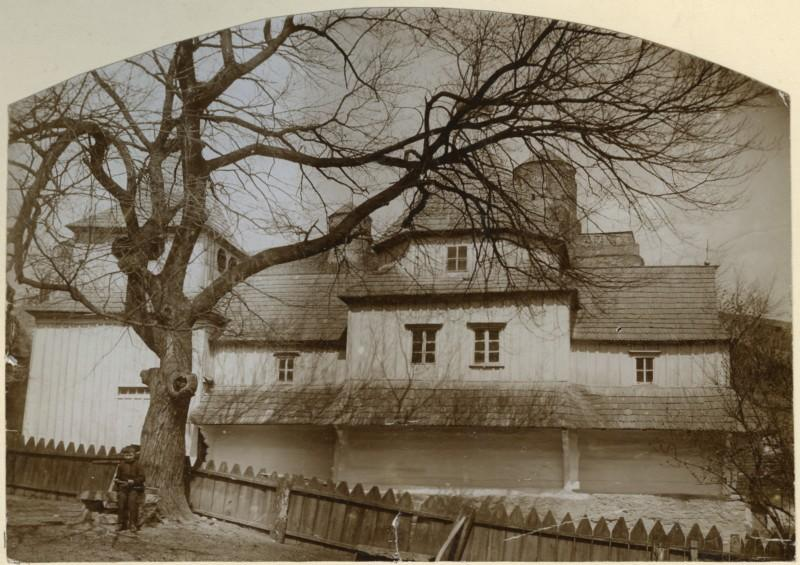
Хрестовоздвиженська церква